# Histórias Afro-Atlânticas (exposição)
Histórias Afro-Atlânticas é o título da exposição de arte itinerante produzida e realizada pela primeira vez no Museu de Arte de São Paulo (MASP), em conjunto com o Instituto Tomie Ohtake, em São Paulo, no Brasil em 2018. A exposição é composta por obras de arte e objetos históricos de e sobre a diáspora africana, focando especificamente "nos 'fluxos e refluxos' entre África, Américas, Caribe e também Europa".
A pesquisa da exposição foi construída em torno do conceito de histórias, termo da língua portuguesa que pode incluir narrativas ficcionais e não ficcionais, Histórias Afro-Atlânticas explora os impactos e legados artísticos, políticos, sociais e pessoais do comércio transatlântico de pessoas escravizadas.
A exposição foi aclamada pela crítica como um marco da história da arte africana e da diáspora. Após a sua apresentação original no MASP, em 2018, a exposição viajou para o Museu de Belas-Artes de Houston, no Texas e, posteriormente para a Galeria Nacional de Arte, em Washington, DC, nos Estados Unidos entre 2021 e 2024.

## História
Histórias Afro-Atlânticas foi exibida pela primeira vez no Museu de Arte de São Paulo (MASP) e no Instituto Tomie Ohtake de 29 de junho a 21 de outubro de 2018, como parte da série de exposições Histórias do MASP, na qual cada projeto de pesquisa curatorial  investiga uma comunidade, identidade ou prática prática em profundidade. A mostra teve curadoria de Adriano Pedrosa, Ayrson Heráclito, Hélio Menezes, Lilia Moritz Schwarcz e Tomás Toledo.
Após a primeira exposição, a então curadora do Museu de Belas Artes de Houston (MFAH), Kanitra Fletcher, colaborou com os curadores originais na adaptação da apresentação no MFAH e na Galeria Nacional de Arte (NGA). A versão adaptada apresentava um número menor de obras com um foco geográfico mais amplo. A exposição ocorreu no MFAH de 24 de outubro de 2021 a 17 de janeiro de 2022 e no NGA de 10 de abril a 17 de julho de 2022.
A recepção de abertura para Histórias Afro-Atlânticas no NGA contou com a presença da vice-presidente Kamala Harris norte-americana. Estimativas mostram que cerca de 140.000 pessoas visitaram a mostra na Galeria Nacional de Arte, e de acordo com uma pessoa porta-voz do museu esta foi "uma das exposições que gerou mais interesse nos últimos anos".
A exposição foi inaugurada no Museu de Arte do Condado de Los Angeles, na California, em dezembro de 2022 e está programada para viajar para o Museu de Arte de Dallas entre 2023 e 2024.

## Temas

### Temas originais da exposição
Histórias Afro-Atlânticas foi originalmente organizada em oito seções temáticas, seis das quais localizadas no MASP e duas no Instituto Tomie Ohtake. A exposição original incluiu um grande número de obras de artistas afro-brasileiros, bem como peças de artistas de todo o mundo. As obras de arte para a exposição original foram emprestadas de uma variedade de museus e galerias internacionais, incluindo o Metropolitan Museum of Art, Nova York; Museu J. Paul Getty, Los Angeles; Galeria Nacional de Arte, Washington, DC; Coleção Menil, em Houston; Galeria Uffizi, Florença; Musée du quai Branly, Paris; National Portrait Gallery, Londres; Victoria and Albert Museum, Londres; Galeria Nacional da Dinamarca, Copenhaga; Museu Nacional de Belas Artes de Havana; e Galeria Nacional da Jamaica.
Temas no MASP:
- Mapas e Margens
- Vida Cotidiana
- Festas e Religiões
- Retratos
- Routes and Transes: África, Jamaica, Bahia
- Modernismos Afro-Atlânticos

Temas no Instituto Tomie Ohtake:
- Emancipações
- Ativismos e Resistências

### Temas da exposição adaptada
A versão americana de Histórias Afro-Atlânticas apresentou seis dos oito temas da exposição original, com vários temas ligeiramente modificados. A curadora da NGA, Kanitra Fletcher, detalhou que, embora as mudanças na exposição a contextualizem para o público norte-americano e incluam mais obras de artistas afro-americanos, "não estamos pensando nela como uma mostra afro-americana", observando ainda uma "negritude global" presente em tanto na versão original quanto na adaptada.
Temas da turnê nos Estados Unidos e exemplos de obras:
- Mapas e Margens[17]
  - James Phillips: Description of a Slave Ship (1789);[19] Frank Bowling: Night Journey (1969-1970);[20] Rosana Paulino: A Permanência das Estruturas (2017);[21] Jaime Lauriano: Portuguese Stones #2 (2017); José Alves de Olinda: Navio Negreiro (2019);[21] Hank Willis Thomas: A Place to Call Home (Africa America Reflection) (2020).[22]
- Escravizações e Emancipações[23]
  - Samuel Raven: Celebrating the Emancipation of Slaves in British Dominions, August 1834 (c.1834);[24] Nathaniel Jocelyn: Portrait of Cinque(1839-1840);[25] John Quincy Adams Ward: The Freedman (1862-1863);[26] Thomas Satterwhite: The Last Sale of Slaves in St. Louis, Missouri (c.1880);[23] Mel Edwards: Palmares (1988), da série Lynch Fragments; Nona Faustine: From her body sprang their greatest wealth (2013), da série Sapatos Brancos;[23] Arthur Jafa: Ex-Slave Gordon (2017).
- Vidas Cotidianas[23]
  - Frans Post: Paisagem com tamanduá (c.1660);[21] Clementine Hunter: Sem título (c.1970);[27] Barrington Watson: Conversation (1981);[28] Ad Junior, Edu Carvalho e Spartakus Santiago: Intervenção no Rio: como sobreviver a uma abordagem imprópria (2018)[21]
- Ritos e Ritmos[23]
  - Dirk Valkenburg: Ritual Slave Party on Sugar Plantation in Surinam (1706-1708);[29] José Montes de Oca (attrib.): São Bento de Palermo (c.1734);[30] Sénèque Obin: Carnaval (c.1956);[21] Rubem Valentim: Composição 12 [Composição 12] (1962);[21] Clementine Hunter: Black Jesus (c.1985)[31]
- Retratos[23]
  - D. Miguel de Castro, Emissário do Congo (c.1634, autor não identificado);[32] Edna Manley: O Profeta (1935); Ben Enwonwu: Menino (c.1945); Elizabeth Catlett: Nu Feminino Reclinado (1955); Flávio Cerqueira: Amnésia (2015); Zanele Muholi: Ntozakhe II, (Parktown) (2016);[33] Dalton Paula: Zeferina (2018) e João de Nascimento (2018)[21]
- Resistências e Ativismo[23]
  - Victoria Santa Cruz: Gritaram preto para mim (1978);[23] Faith Ringgold: Quem tem medo da tia Jemima? (1983);[34] David Hammons: Bandeira afro-americana (1990);[35] Theaster Gates: In Case of Race Riot Break the Glass (2011);[23] Daniel Lind-Ramos: Figura de Poder (Power Figure) (2016-2018)[36]

## Artistas
A primeira mostra de Histórias Afro-Atlânticas no MASP e no Instituto Tomie Ohtake contou com 450 obras, dos séculos 16 ao 21, de 214 artistas. Os artistas da exposição original incluíam Maxwell Alexandre, José Alves de Olinda, Sidney Amaral, Benny Andrews, Emanoel Araújo, Thomas Jones Barker, Agostinho Batista de Freitas, John T. Biggers, Skunder Boghossian, Luiz Braga, Agostinho Brunias, Flávio Cerqueira, Timótheo da Costa, Mário Cravo, Jr., Jean-Baptiste Debret, Beauford Delaney, Mestre Didi, Aaron Douglas, David Driskell, Augustus Earle, Albert Eckhout, Mel Edwards, Ibrahim El-Salahi, Ben Enwonwu, Nona Faustine, Théodore Géricault, Adenor Gondim, Titus Kaphar, Victor Patricio Landaluze, Jaime Lauriano, Ernest Mancoba, Edna Manley, David Miller Sr., Marepe, Paulo Nazareth, Uche Okeke, Moisés Patrício, Dalton Paula, Rosana Paulino, Frans Post, Edouard Antoine Renard, Faith Ringgold, Glauber Rocha, Vincent Rosenblatt, Cameron Rowland, Pascale Marthine Tayou, Hank Willis Thomas, Rubem Valentim, Carlos Vegara, Julien Vallou de Villeneuve, Barrington Watson, Osmond Watson, Ellis Wilson e Lynette Yiadom-Boakye.
A turnê americana adaptada contou com mais de 130 obras do mesmo período de tempo. A versão adaptada incluiu uma série de obras principais da exibição original junto com obras recém-incluídas das coleções NGA e MFAH, bem como várias obras de outros museus norte-americanos.
Artistas com obras inéditas na exposição na turnê americana incluem Ernest Crichlow, Theaster Gates, David Hammons, Arthur Jafa, Glenn Ligon, Daniel Lind-Ramos, Zanele Muholi, Faith Ringgold, Alma Thomas, Kara Walker e John Quincy Adams Ward.

## Recepção crítica
O critico de arte Holland Cotter do The New York Times, ao escrever sobre a exibição original Histórias Afro-Atlânticas contou "peça por peça, uma das mostras mais fascinantes que vi em anos, com uma detonação visual após a outra", descrevendo ainda a exposição como "fundamentalmente sobre resistência e soberania negra. É sobre mudança, não correntes." O site Hyperallergic listou a exposição original como uma das 20 Melhores Exposições de 2018 fora dos Estados Unidos, na matéria, o crítico Seph Rodney escreveu "ambição, escopo e exibição de tirar o fôlego" e saudando-a como "uma daquelas poucas exposições que realmente entregaram o que disseram que entregariam." A ARTnews nomeou a versão original em São Paulo como a 3ª mais importante exposição de arte da década de 2010.
Após a abertura da turnê americana no NGA, Philip Kennicott escreveu no The Washington Post que a mistura de mídia artística e períodos de tempo na mostra "criam algumas justaposições impressionantes", acrescentando que o show "tem uma tremenda importância simbólica para a Galeria Nacional de Arte", devido à sua localização no museu (West Building), na ala tradicionalmente dedicada a obras de arte canônicas onde historicamente há baixa representatividade de artistas negros.
Para Alex Greenberger, da ARTnews "embora Histórias Afro-Atlânticas apresente representações de violência, também propõe que, nas circunstâncias mais desumanas, as pessoas negras em todo o mundo encontraram meios autônomos de resistência".
Escrevendo para o The Guardian sobre a exibição do NGA, David Smith disse que a exposição "resiste a uma grande narrativa ou história definitiva, mas contém multitudes", observando que o primeiro e o último trabalho da exposição - Hank Willis Thomas ' A Place to Call Home (Africa America Reflection) (2020) e David Hammons ' African-American Flag (1990), respectivamente - "formam poderosos suportes."
Escrevendo no The New Yorker, o crítico Julian Lucas chamou a mostra na NGA de "um poderoso corretivo" para as narrativas históricas tradicionais da escravidão que não incluem perspectivas afro-latinas, observando ainda que o programa "explora a criação da unidade transnacional por pessoas de ascendência africana." Lucas também elogiou as justaposições de obras da mostra; especificamente, os contrastes entre Ex-Slave Gordon (2017), de Arthur Jafa, Untitled (1995), de Eustáquio Neves, e The Scourged Back (c.1863), de McPherson & Oliver; entre Neck Leash (Quem Falará em Nosso Nome?) (2014), de Sidney Amaral, e Restraint (2009), de Kara Walker; e entre Descrição de um navio negreiro (1789), de James Phillips, O Navio (2007), de Emanoel Araújo, Navio Negreiro (2019), de José Alves de Olinda, e A Permanência das Estruturas (2017), de Rosana Paulino. Escrevendo sobre a seção "Retratos" da exposição, Lucas observou que obras como Amnésia (2015), de Flávio Cerqueira, e Auto-retrato (como Mulher Americana Liberada dos anos 70), de Samuel Fosso (1997), representam "desafios contemporâneos ao apagamento da negritude no Ocidente".
O crítico Chase Quinn escreveu na Frieze que a exibição do NGA "[serve] como uma refutação silenciosa às representações da 'experiência negra' que isolam historicamente a história negra no contexto mais amplo da história ocidental". Quinn saudou a exposição como uma "referência" por sua mensagem de que pessoas não-negras estão inerentemente entrelaçadas com a história negra. Escrevendo na conservadora National Review, Brian T. Allen revisou negativamente os textos curatoriais e o intervalo de tempo da mostra, chamando-os de "arbitrários ... pulando de um lugar para o outro", mas elogiou a arte incluída na mostra.